# Irina Derevko
Irina Derevko (Russe: Ирина Деревко) est un personnage fictif de la série télévisée Alias, interprété par l'actrice Lena Olin. Elle est la mère de Sydney Bristow.

## Biographie fictive
Elle est mentionnée pour la première fois sous le nom de Laura Bristow, l'épouse de Jack Bristow et mère de Sydney Bristow, décédée dans un accident de voiture à l'âge de six ans. Sydney avait toujours cru que sa mère était morte et qu'elle avait été professeur de littérature anglaise.
Laura Bristow était cependant une espionne de l'Union soviétique. Son vrai nom était Irina Derevko et elle a été recrutée au KGB à l'âge de 18 ans par Alexander Khasinau. Elle a été chargée d'infiltrer les États-Unis et de gagner la confiance de Jack Bristow, alors agent de la CIA, afin de voler des informations classifiées concernant le projet Noël.
Sous le pseudonyme de Laura, elle a approché Jack Bristow en se faisant passer pour un étudiant d'échange de l'URSS. Ils se sont finalement mariés et elle est devenue sa confidente. Afin de lui sceller l'allégeance de Jack, le KGB a exigé qu'elle lui donne un enfant. Elle lui a donné Sydney. À la fin de 1981, Derevko a disparu après avoir simulé sa propre mort. Elle est retournée en Russie, où elle a passé du temps dans un établissement du KGB en tant que traître présumé. Cependant, ses allées et venues étaient pour la plupart inconnues de la communauté du renseignement dans son ensemble jusqu'à la fin de la première saison.
Jack a essayé d'empêcher Sydney de découvrir la vérité sur sa mère. Il a été forcé de révéler la vérité à Sydney alors qu'elle pensait à tort qu'il avait été une taupe du KGB. À la fin de la première saison, Sydney a découvert que sa mère était vivante et aussi le mystérieux seigneur criminel connu jusqu'à ce point uniquement sous le nom de "l'Homme".
Derevko s'est rendue à la CIA au début de la saison deux. Elle a fourni des informations pour aider à faire tomber le SD-6 et a aidé à d'autres missions importantes. Jack, prédisant qu'Irina les trahirait, l'a accusée d'avoir fourni de fausses informations sur une mission à Madagascar. La CIA prévoyait de l'exécuter. L'agent Michael Vaughn a appris la vérité et a aidé Sydney à arrêter l'exécution de sa mère. Plus tard, lors d'une mission au Panama, Irina a trahi la CIA et s'est associée à Arvin Sloane et Sark.
Ses allées et venues ultérieures étaient inconnues tout au long de la saison trois, bien qu'elle ait continué à être en contact occasionnel avec Jack via Internet Relay Chat. Elle s'est arrangée pour que sa sœur, Katya Derevko, aide Jack et Sydney à l'occasion. On a également appris qu'Irina avait eu une liaison avec Arvin Sloane et avait une deuxième fille, Nadia Santos.
Au début de la saison quatre, Sydney a appris qu'Irina avait engagé un tueur à gages pour la tuer. Jack Bristow a reçu la permission de ses supérieurs d'exécuter Irina et, dans "Another Mr. Sloane", il déclare qu'il a lui-même commis l'acte. Sydney, ignorant qu'Irina avait ordonné sa mort, a par la suite identifié le corps d'Irina dans un établissement médical de Moscou et organisé son enterrement dans une crypte de Moscou.
Dans le quatrième épisode de la saison "Cryo 5", Nadia découvre une photographie d'Irina tenant un bébé. Jack lui dit qu'Irina lui a dit qu'elle avait une nièce. Cette nièce a précédé Sydney et était censée expliquer pourquoi Irina voulait un bébé à elle. Quand Sydney est née, Irina l'a tenue dans ses bras alors qu'elle avait le bébé sur la photo. Aucune autre information concernant l'identité réelle de l'enfant n'a jamais été présentée et aucune des autres sœurs Derevko n'a jamais mentionné avoir un bébé. Elena a spécifiquement dit (dans "Il Diluvio") qu'elle ne voulait jamais d'enfants. Jack suppose que la photo n'était qu'une autre ruse d'Irina pour le tromper.
Le tournage d'Irina a eu lieu 18 mois avant la finale de la saison quatre et quelque temps avant la finale de la saison trois, "Résurrection". La finale de la quatrième saison a révélé qu'une procédure de modification génétique connue sous le nom de Project Helix a été utilisée pour créer un double d'Irina, et c'est cette femme que Jack a abattue. La tentative d'assassinat de Sydney a été placée par l'autre sœur d'Irina, Elena Derevko, pour induire Jack en erreur en lui faisant croire qu'il avait tué sa femme. La femme qui a subi la thérapie génétique était un agent du Covenant, la propre organisation criminelle d'Elena, qui s'était porté volontaire pour prendre la place d'Irina et être assassinée.
La vraie Irina a été emprisonnée par Elena et torturée pour sa connaissance des secrets de Rambaldi. Après 18 mois, elle a été sauvée par ses filles (elle n'avait pas revu Nadia depuis sa naissance) et Jack. Bien que techniquement en état d'arrestation par la CIA, Irina a été autorisée à empêcher Elena de terminer ses plans. Après la réussite de la mission, Jack et Sydney lui ont permis de s'échapper plutôt que de retourner en Amérique et d'être emprisonnée.
Au cours de la cinquième saison, il est révélé qu'Irina est impliquée à un degré inconnu dans l'organisation Prophet Five. Irina est vue en train d'observer l'interrogatoire de Sydney sous hypnose à la fin de l'épisode " L'Horizon". Il est révélé qu'elle a fait kidnapper Sydney par Kelly Peyton pour récupérer des informations sur l'Horizon, un artefact de Rambaldi qui accorderait à son porteur l'immortalité. Après que Sydney semble avoir révélé le code crucial pour les tentatives de ses ravisseurs pour trouver l'Horizon, Irina dit à Peyton de mettre Sydney à l'aise et quitte la salle d'observation. Dans l'épisode "Instinct maternel", elle retrouve brièvement Sydney Experte en manipulation, elle utilise sa propre fille Sydney à plusieurs reprises pour assouvir ses propres ambitions.

## Relations avec les autres personnages de la série
- Jack Bristow, ex-époux
- Sydney Bristow, sa première fille
- Nadia Santos, sa seconde fille qu'elle a eue avec Arvin Sloane
- Alexander Khasinau, associé et amant. C'est lui qui l'avait recrutée au KGB en 1970[1].
- M. Sark, homme de main
- Katya Derevko, sa sœur
- Elena Derevko, sa sœur

## Sœurs
Katya Derevko:
Yekatarina "Katya" Derevko, interprétée par Isabella Rossellini, a été la première des sœurs d'Irina à être annoncée. Elle est apparue pour la première fois au cours de la troisième saison pour aider Jack et Sydney, mais s'est révélée plus tard alliée au Covenant et a été placée en détention fédérale. Au cours de la quatrième saison, elle a de nouveau aidé Sydney et Jack à vaincre la fin de partie d'Elena en échange d'une promesse de Jack de travailler pour un pardon et une libération pour elle.
Elena Derevko:
Considérée comme la plus impitoyable des trois sœurs Derevko, Elena Derevko, interprétée par Sônia Braga, est mentionnée pour la première fois par Jack Bristow lors de sa rencontre avec Katya au cours de la troisième saison. Elle fait partie intégrante de la quatrième saison, ses actions affectant considérablement la vie de ses nièces Sydney et Nadia.